# Dyschirus terminatus
Dyschirus terminatus är en skalbaggsart som beskrevs av Leconte 1848. Dyschirus terminatus ingår i släktet Dyschirus och familjen jordlöpare. Inga underarter finns listade i Catalogue of Life.